# Noëlle Frey
Noëlle Striffeler (* 16. Januar 1992 in Aarau als Noëlle Frey) ist eine ehemalige Schweizer Handballspielerin, die zuletzt beim Schweizer Erstligisten DHB Rotweiss Thun unter Vertrag stand.

## Karriere
Frey spielte anfangs beim TSV Frick und schloss sich daraufhin Spono Nottwil an. Mit Spono Nottwil nahm sie in den Spielzeiten 2007/08 und 2008/09 am EHF-Pokal teil. Im Sommer 2009 wechselte die Kreisspielerin zum TV Zofingen. Im Sommer 2011 schloss sie sich dem deutschen Bundesligisten HSG Blomberg-Lippe an. Im DHB-Pokalwettbewerb 2013/14 erreichte Frey mit Blomberg das Finale, das gegen den Gastgeber HC Leipzig verloren ging. Im Sommer 2015 kehrte sie zu Spono Eagles zurück, mit denen sie 2016 die Meisterschaft gewann. Zur Saison 2017/18 wechselte sie zum DHB Rotweiss Thun. Nach der Saison 2020/21 beendete sie ihre Karriere.
Frey gehörte ab 2011 dem Kader der Schweizer Nationalmannschaft an, für die sie 125 Treffer in 77 Länderspielen erzielte.
Seit 2022 ist sie beim Schweizer Fernsehen als Co-Kommentatorin bei Handballspielen tätig.

## Sonstiges
Ihre Schwester Lisa Frey spielt ebenfalls Handball.
Sie ist seit 2021 mit dem ehemaligen Handballer Valentin Striffeler verheiratet, dessen Namen sie annahm.